# Вилхелм фон Рехберг
Вилхелм фон Рехберг (на немски: Wilhelm I von Rechberg; † сл. 15 септември 1401) от благородническия швабски род Рехберг, е господар на Хоенрехберг (при Швебиш Гмюнд).

## Произход
Той е единственият син на Албрехт фон Рехберг „дер Шилхер“ цу Хоенрехберг († сл. 24 декември 1348) и съпругата му Агнес фон Хоенлое-Браунек-Халтенбергщетен († сл. 1332), дъщеря на Улрих I фон Браунек-Халтенбергщетен († 1332) и Мехтилд фон Вайнсберг († 1332), дъщеря на Конрад IV фон Вайнсберг († 1323) и Луитгард фон Нойфен († 1299). Внук е на Албрехт I фон Рехберг „дер Ландфогт“ фон Рехберг († 1324/1326/1327) и Аделхайд фон Кирхберг († сл. 1305). Правнук е на Конрад II фон Рехберг „дер Ландфогт“ фон Рехберг († 1307) и Лютгард фон Кирхберг († сл. 1293). Той има две сестри Агнес, омъжена за Бруно Гюс фон Гюсенберг († 1374/86), и Имагина († сл. 1368), омъжена за Вернер фон Мюнхинген († пр. 13 май 1368).
Родът е издигнат през 1577 г. на фрайхерен и през 1607 г. на графове.

## Фамилия
Вилхелм фон Рехберг се жени за София фон Феринген, единствената дъщеря на Хайнрих IV фон Феринген, господар на Хетинген († 25 март 1366), и Уделхилд фон Цолерн-Шалксбург († 16 октомври 1382), сестра на граф Фридрих III фон Цолерн-Меркенберг († 1378). Те имат пет деца:
- Агнес фон Рехберг († 1409/1437), омъжена на 29 септември 1402 г. за рицар Йохан Конрад фон Бодман († 1443/31 март 1445)
- Албрехт фон Рехберг († 9 юли 1386, убит близо до Земпах, погребан в Кьонигсфелден)
- Вилхелм фон Рехберг († сл. 1401)
- Хайнрих фон Рехберг († 22 септември 1437, Айхщет), господар на Хоенрехберг и Гамертинген, женен пр. 4 юли 1391 г. за Агнес фон Хелфенщайн († сл. 1416)
- София фон Рехберг († сл. 1405), омъжена за рицар Ханс фон Бодман († сл. 1427)